# Третья партия (Вторая империя)
Третья партия (фр. le Tiers Parti) — одна из партий законодательного корпуса при Наполеоне III.
Ещё в начале шестидесятых годов XIX века выделилась из общей массы империалистов маленькая либеральная группа, составившая ядро будущей третьей партии. В 1866 году вместе с монархистской и республиканской оппозицией она внесла в ответ на тронную речь поправку, требовавшую расширения политических прав. В палате 1869 г. она составляла правый центр.